# Nordische Skiweltmeisterschaften 1929/Skilanglauf Frauen
Bei den FIS-Rennen von 1929 im polnischen Zakopane die vom Internationalen Skiverband später zu den 6. Nordischen Skiweltmeisterschaften erklärt wurden, kam erstmals bei einer Großveranstaltung ein Skilanglaufwettbewerb für Frauen als Vorführwettbewerb zur Austragung.
Die FIS-Rennen in Zakopane wurden damals überwiegend als (inoffizielle) Europameisterschaften im Skilauf bezeichnet, dementsprechend wurde die Siegerin Bronisława Staszel-Polankowa vom Skiclub Sokół Zakopane als Europameisterin gefeiert und gilt heute als erste, wenn auch inoffizielle, Weltmeisterin.
Die stetig steigende Zahl von ausgerichteten Skilanglaufwettbewerben für Frauen, vor allem in Skandinavien und Mitteleuropa veranlasste in den späten 1920er und vor allem den 1930er Jahren auch die FIS sich zunehmend Gedanken über eine Aufnahme von Frauenwettbewerben bei Weltmeisterschaften zu machen. Der Wettbewerb von Zakopane brachte diesbezüglich aber noch keinen Durchbruch. Die erste Austragung eines offiziellen Frauenwettbewerbes bei einer Großveranstaltung kam – bedingt auch durch die unterbrochene Entwicklung während des Zweiten Weltkrieges – erst bei den Olympischen Winterspielen 1952 in Oslo – die auch als Weltmeisterschaften zählen – zustande.

## Skilanglauf Frauen 7 km
Datum: Donnerstag, 7. Februar 1929

Teilnehmer: 30 genannt; 23 gestartet; 21-22 gewertet;

Strecke: Der Start lag auf der Gubałówka, die Streckenlänge betrug 7 km. Die Schneeverhältnisse waren gut, das Wetter frostig und sonnig.
| Rang  | St.Nr. | Athlet                       | Land                    | Zeit       |
| ----- | ------ | ---------------------------- | ----------------------- | ---------- |
| 1     | ?      | Bronisława Staszel-Polankowa | Polen                   | 31:34 min. |
| 2     | ?      | Bela Friedländerová-Havlová  | Tschechoslowakei SL RČS | 34:29 min. |
| 3     | ?      | Elżbieta Ziętkiewicz         | Polen                   | 35:20 min. |
| 4     | ?      | Zofia Stopkówna              | Polen                   | 36:30 min. |
| 5     | ?      | Zofia Lorenzówna             | Polen                   | 36:52 min. |
| 6     | ?      | Janina Sawczak Fischerowa    | Polen                   | 37:09 min. |
| 7     | ?      | Wanda Dubieńska              | Polen                   | 38:43 min. |
| 8     | ?      | Zofia Giewontówna            | Polen                   | 39:09 min. |
| 9     | ?      | Hede Niemetz                 | Tschechoslowakei HDW    | 39:35 min. |
| 10    | ?      | Władysława Szostakówna       | Polen                   | 39:51 min. |
| 11    | ?      | Antonina Rojówna             | Polen                   | 40:08 min. |
| 12    | ?      | Halina Bogucka               | Polen                   | 40:47 min. |
| 13    | ?      | Marie Richtrová              | Tschechoslowakei SL RČS | 41:21 min. |
| 14    | ?      | Irena Gwizdałówna            | Polen                   | 41:23 min. |
| 15    | ?      | Olga Kozáková                | Tschechoslowakei SL RČS | 42:06 min. |
| 16    | ?      | Ingeborg Renner              | Tschechoslowakei HDW    | 42:26 min. |
| 17    | ?      | Lida Skotnicówna             | Polen                   | 43:00 min. |
| 18    | ?      | Saba Oberländorówna          | Polen                   | 43:28 min. |
| 19    | ?      | Hanna Landówna               | Polen                   | 43:48 min. |
| 20    | ?      | Josy De Latour               | Schweiz                 | 44:02 min. |
| 21    | ?      | Maria Małochlebówna          | Polen                   | 53:47 min. |
| DNF   | ?      | ?                            | Tschechoslowakei        | -          |
| DNF   | ?      | ?                            | Tschechoslowakei        | -          |
| DNS/F |        | ? Nemecka                    | Tschechoslowakei SL RČS | -          |
| DNS/F |        | ? Marklova                   | Tschechoslowakei SL RČS | -          |
| DNS/F |        | ? Eleöd                      | Tschechoslowakei HDW    | -          |
| DNS/F |        | ? Hensch                     | Tschechoslowakei HDW    | -          |
| DNS/F |        | ? Kegel                      | Tschechoslowakei HDW    | -          |
| DNS/F |        | ? Thern                      | Tschechoslowakei HDW    | -          |
| DNS   |        | Lea Scheibler                | Königreich Italien      | -          |
| DNS   |        | Marianne Szapáry             | Ungarn                  | -          |
| DNS   |        | Gabriele Szapáry             | Ungarn                  | -          |

Anmerkung: Die Namen der beiden letzten Starterinnen konnten bisher nicht eruiert werden. Sie rekrutieren sich aber aus den mit DNS/F bezeichneten Sportlerinnen.

## Zeichenerklärung
- DNF = Did not finish (nicht beendet, aufgegeben)
- DNS = Did not start (nicht gestartet)
- DNF/S = Did not start oder Did not finish (unklar ob nicht gestartet oder nicht beendet)